# Fehér Angyal Patikamúzeum
Az 1601-ben megnyílt Fehér Angyal gyógyszertár helyén 1968. június 11-én nyitották meg az ország első patikamúzeumát. A helyiségeket a korábban a Storno-házban működő Fekete Elefánt Gyógyszertár bútorzatával rendezték be. A Soproni Múzeum (1988-ig Liszt Ferenc Múzeum) gyógyszerésztörténeti kiállítása mindmáig látogatható.
A Patika-ház Sopron első védett műemléke. II. Lajos uralkodása idején a város vezetése le akarta bontani ezt a házat, a nép meg nem akarta ezt. Követségbe mentek egyenesen a királyhoz, és a király megtiltotta a bontást. Ezután orvosok laktak a házban.

## Képgaléria

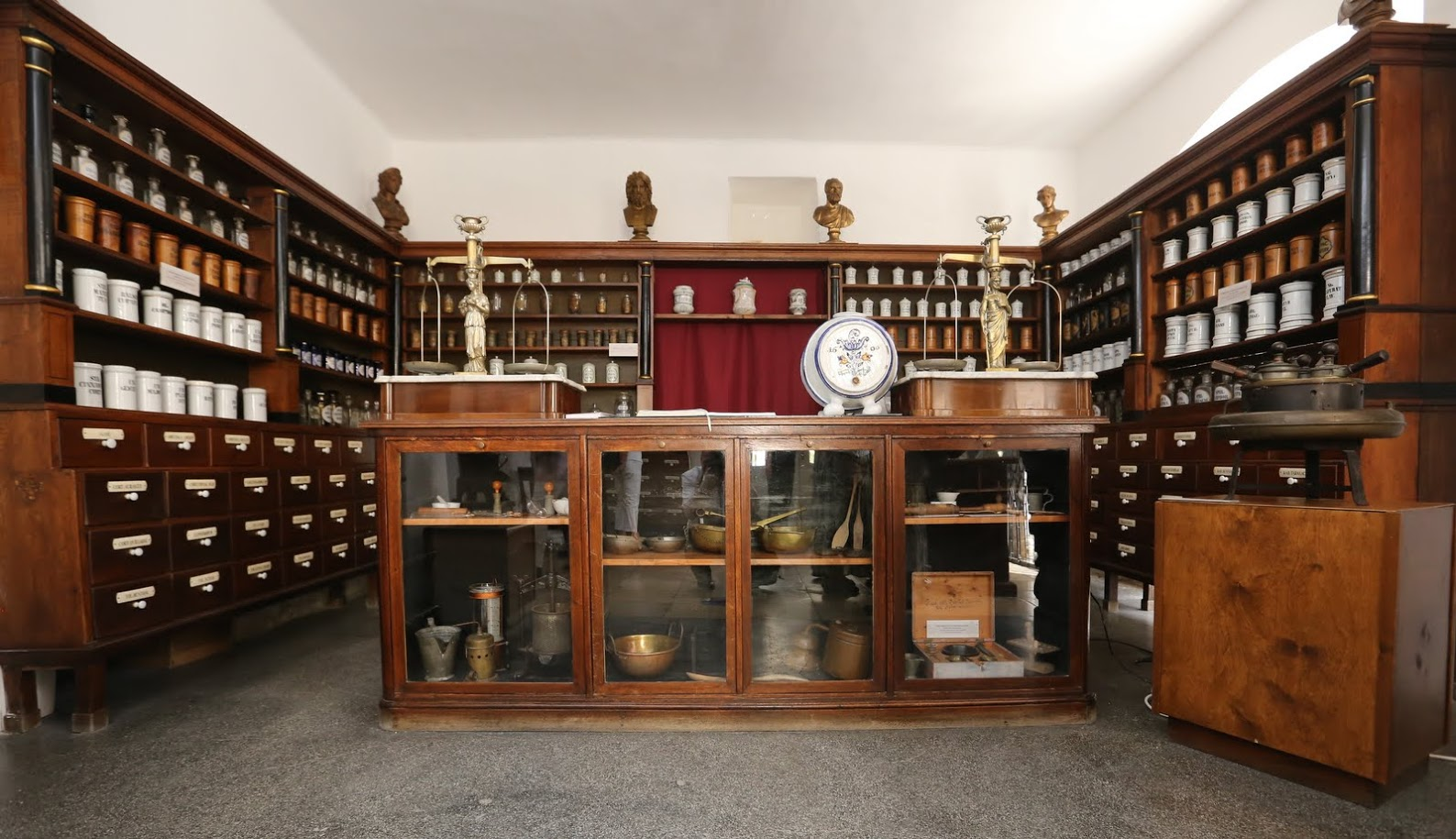
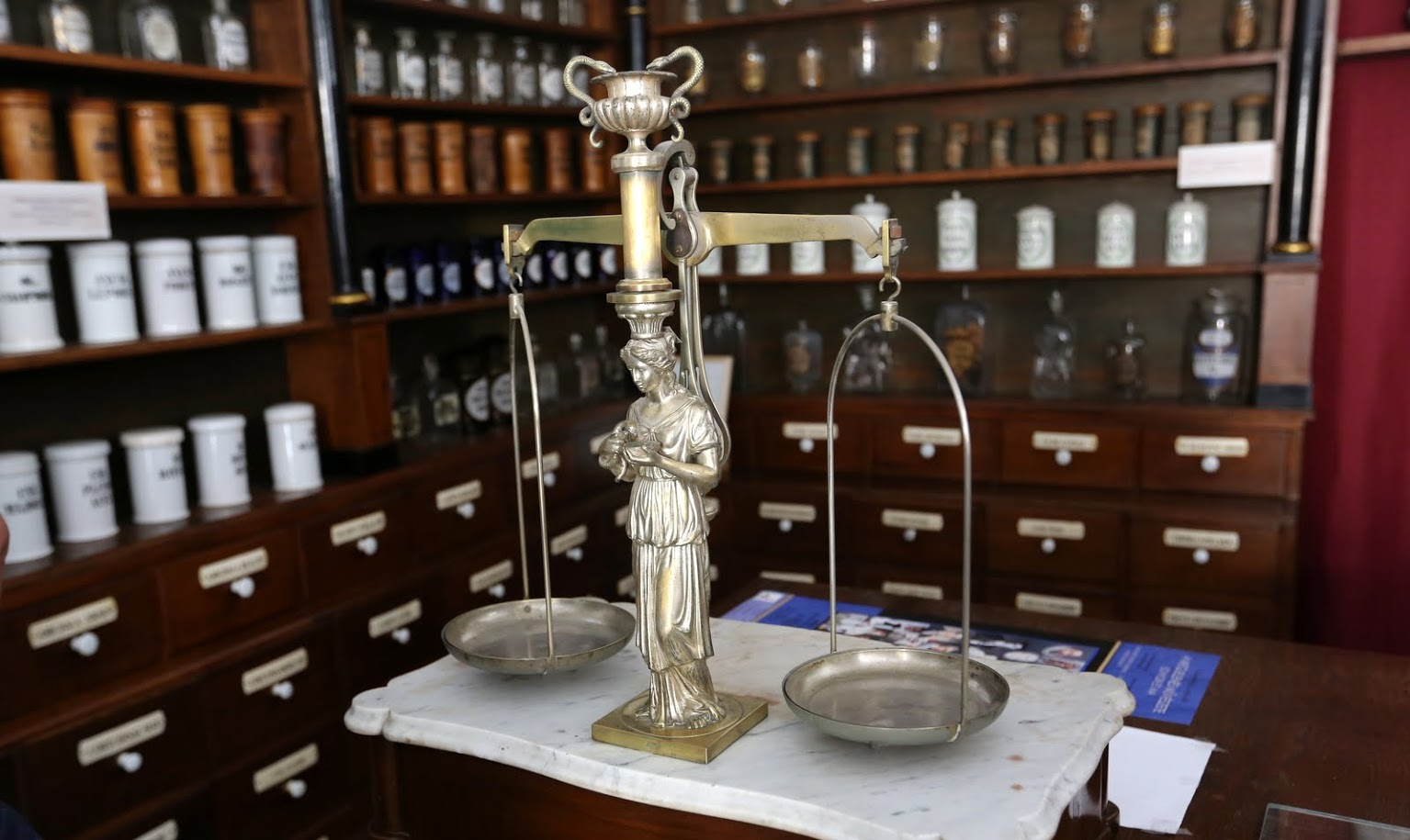
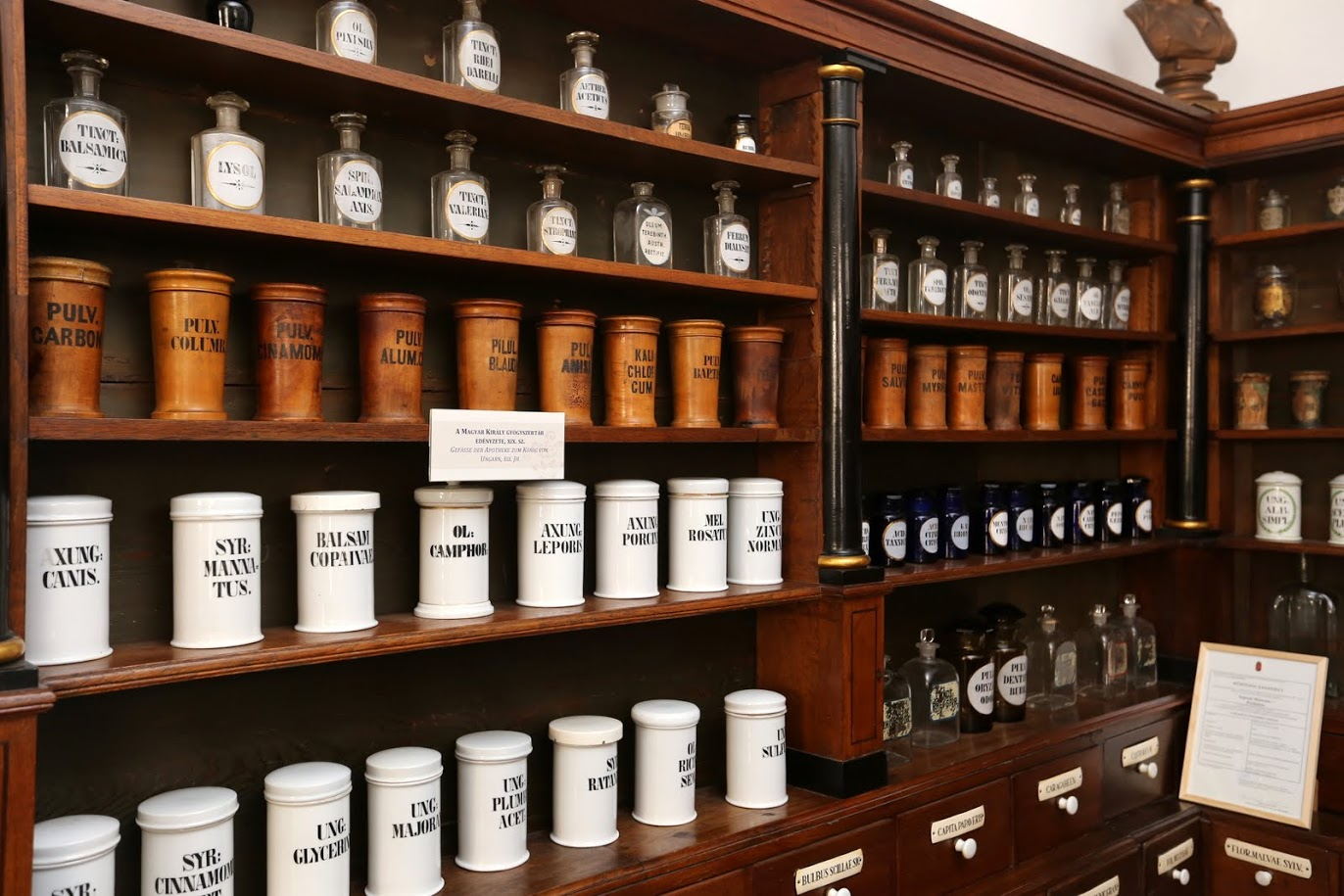
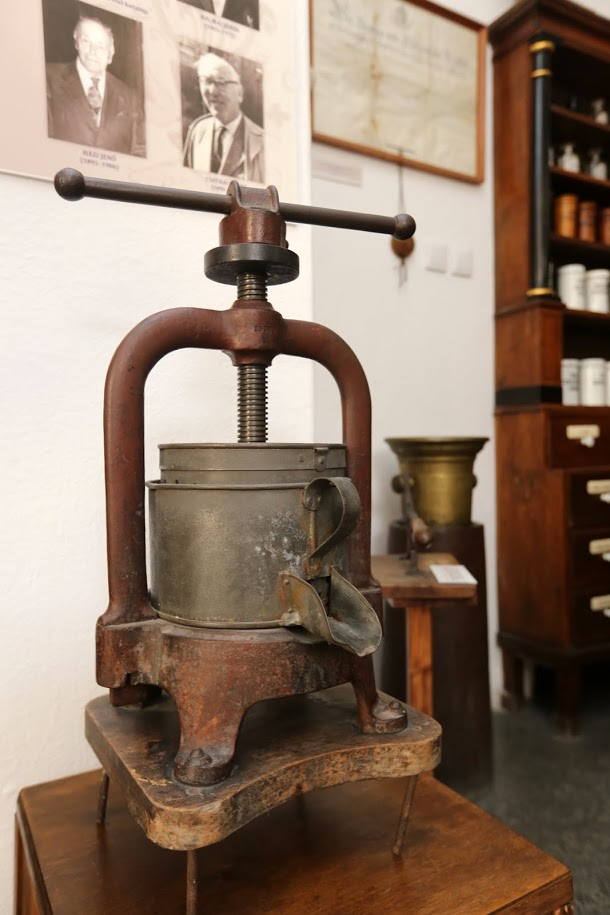
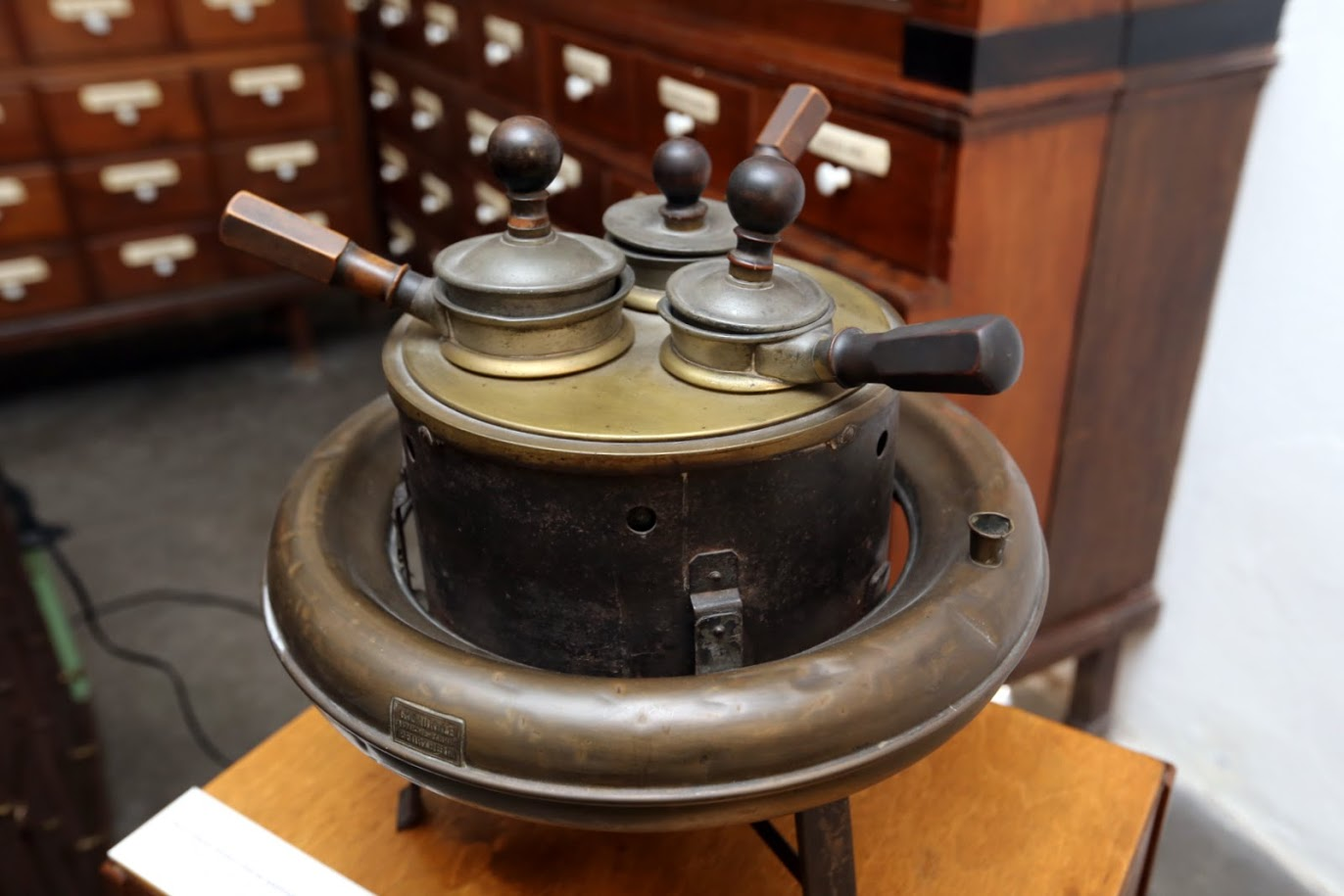
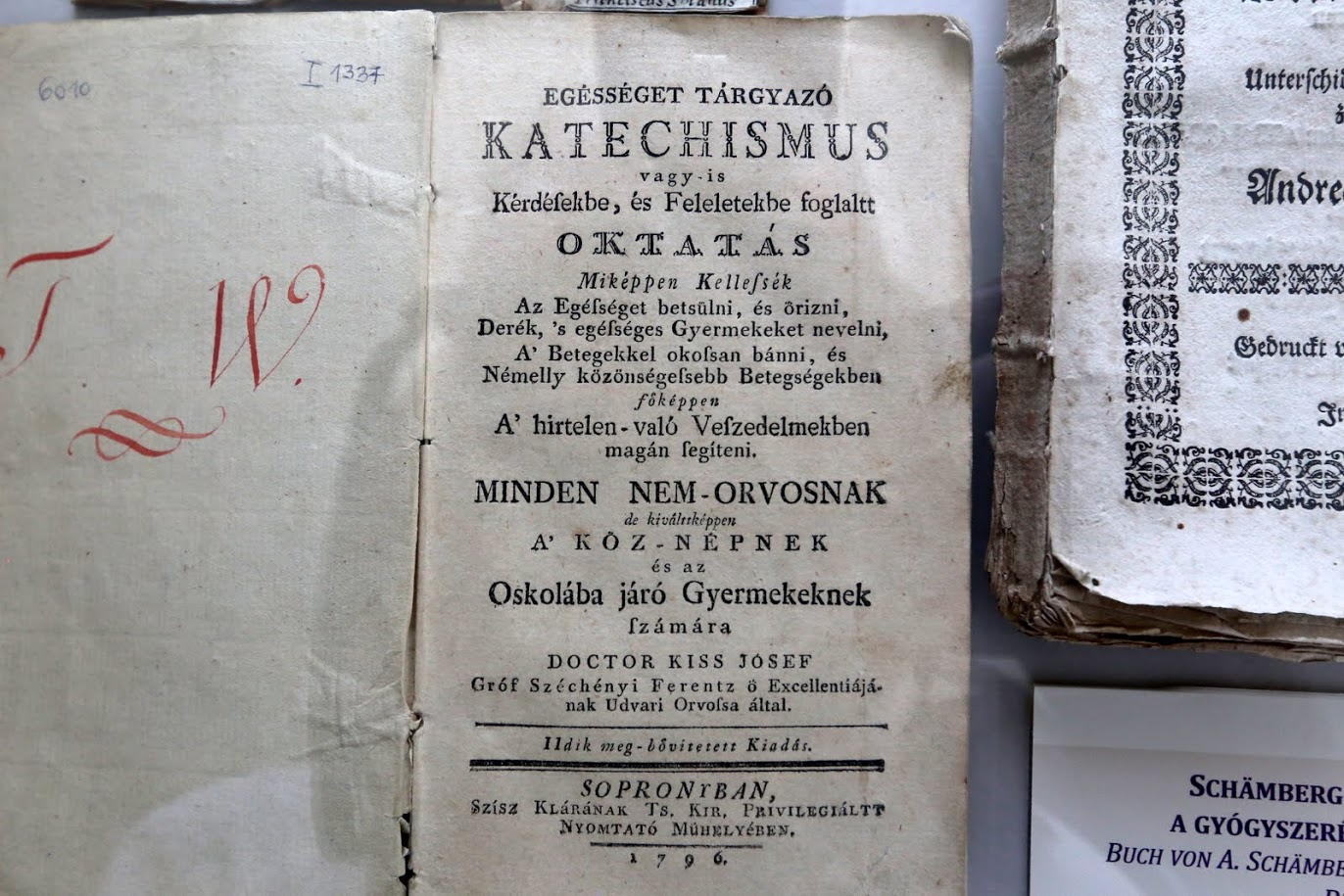
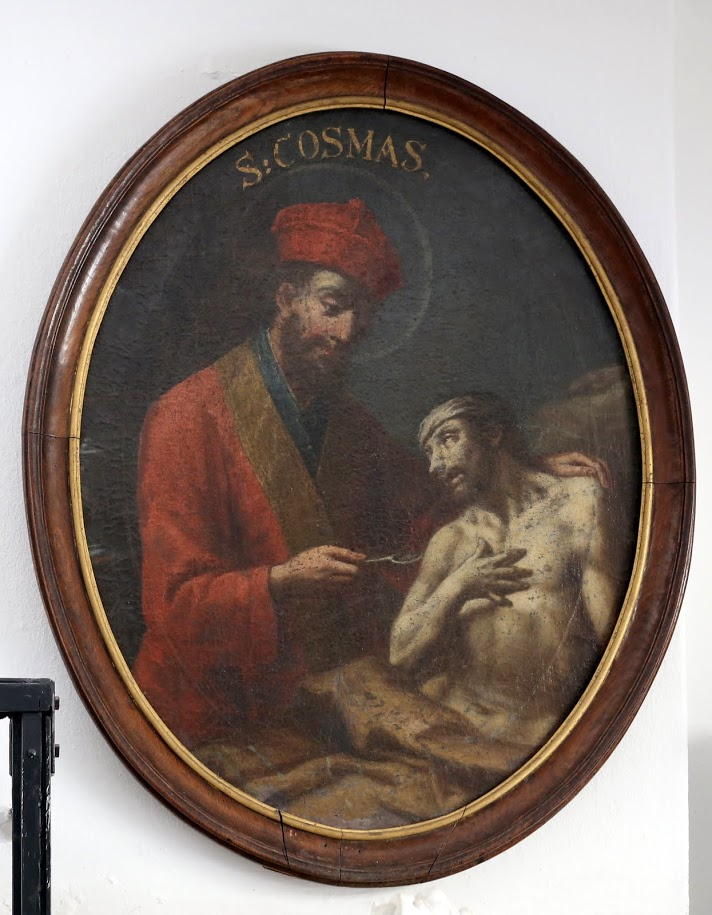